# 개빈 디그로
개빈 디그로(Gavin DeGraw, 1977년 2월 4일 ~ )는 미국의 싱어송라이터이다.